# Kira Alexejewna Sworykina

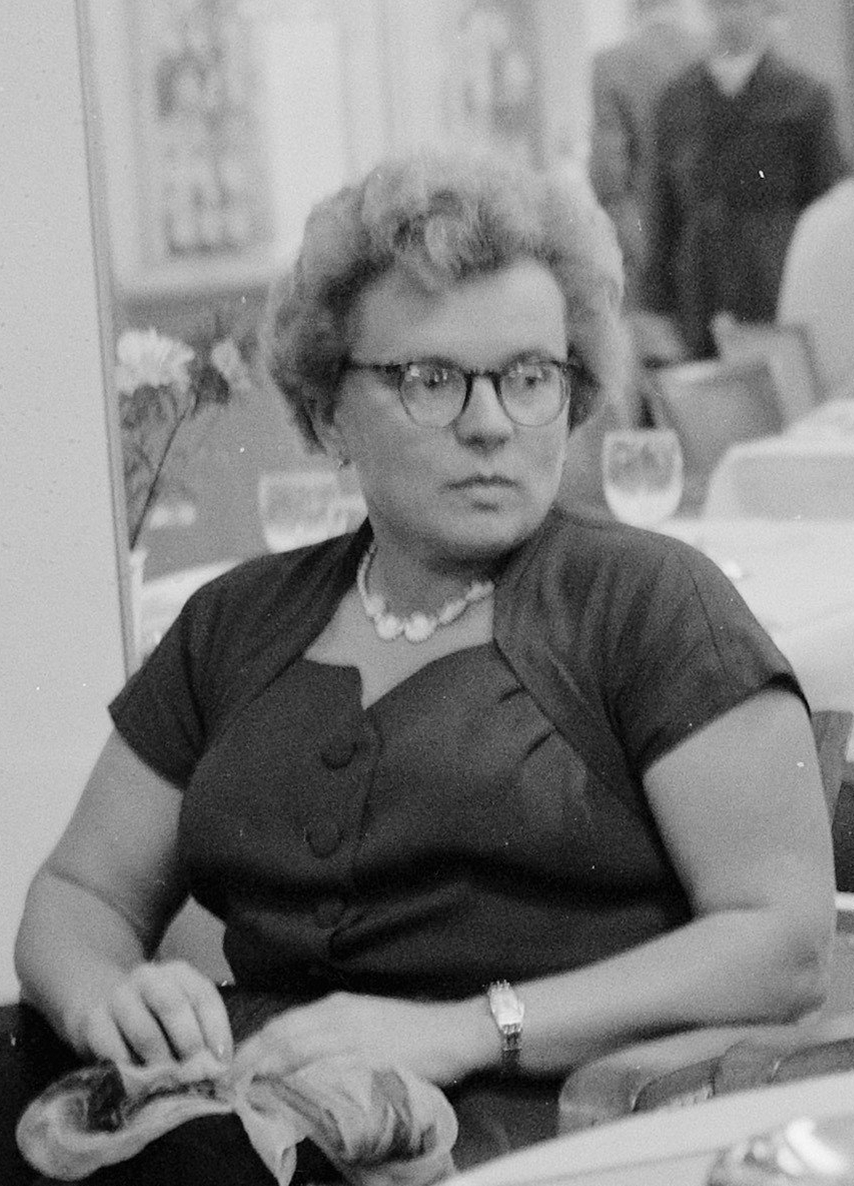
Kira Sworykina (1957)

Kira Alexejewna Sworykina (russisch Кира Алексеевна Зворыкина, belarussisch Кіра Аляксееўна Зварыкіна; geboren am 29. September 1919 in Mykolajiw; gestorben am 6. September 2014 in Moskau) war eine sowjetische Schachspielerin, die nach der Auflösung der Sowjetunion bis 1993 für den russischen, danach bis 2000 für den belarussischen und anschließend erneut für den russischen Schachverband spielberechtigt war. Bei der Schachweltmeisterschaft der Frauen 1959 unterlag sie Jelisaweta Bykowa. Sworykina wurde dreimal sowjetische Meisterin der Frauen und vertrat die Sowjetunion bei den Schacholympiaden 1957 und 1963.

## Leben
Sworykinas Vater, ein Schiffbauingenieur, wurde im Gulag auf den Solowezki-Inseln inhaftiert, sodass ihre Mutter, eine Deutschlehrerin, die später als Wäscherin arbeitete, sieben Kinder alleine großziehen musste. Der Ingenieur, Physiker und Erfinder Vladimir Zworykin war der Bruder von Sworykinas Vater. Sworykina wuchs in Leningrad auf und verbrachte später den Großteil ihres Lebens in Minsk. Kurz vor ihrem 80. Geburtstag zog sie nach Moskau. In Leningrad wurde Sworykina vor dem Krieg von Pjotr Romanowski trainiert, nach dem Krieg arbeitete sie mit Semjon Furman zusammen. In Minsk wurde sie zwanzig Jahre lang von Issaak Boleslawski trainiert. Zusammen mit Olga Rubzowa gewann Sworykina 1957 in Emmen die erste Schacholympiade der Frauen. Dabei wies Sworykina die beste individuelle Bilanz am zweiten Brett auf. Bei der zweiten Frauenolympiade 1963 nahm sie als Ersatzspielerin teil und wurde erneut mit der Sowjetunion Siegerin. Sie nahm 20-mal an der UdSSR-Meisterschaft der Frauen teil und gewann diese dreimal (1951, 1953, 1956). Sworykina spielte fünfmal im Kandidatenturnier der Frauen und konnte es 1959 gewinnen, sodass sie bei der Schachweltmeisterschaft der Frauen 1959 gegen Jelisaweta Bykowa antreten durfte. Sworykina unterlag mit 4,5:8,5.
Sworykina wurde 1951 Sportmeisterin der Sowjetunion im Schach. Im Jahre 1952 wurde sie vom Weltschachbund FIDE zur Internationalen Meisterin der Frauen (WIM) ernannt, 1978 dann wurde sie als eine der ersten Spielerinnen nach Einführung des Titels Großmeisterin der Frauen (WGM). Zudem war sie seit 1977 Internationale Schiedsrichterin.
Sworykina war mit dem Schachgroßmeister Alexei Suetin verheiratet und hatte mit ihm einen gemeinsamen Sohn. Sie verstarb am 6. September 2014, kurz vor ihrem 95. Geburtstag. Im Jahre 2018 wurde Sworykina in die in St. Louis, Missouri, ansässige World Chess Hall of Fame aufgenommen.
| Hier fehlt eine Grafik, die leider im Moment aus technischen Gründen nicht angezeigt werden kann. Wir arbeiten daran! |